# Chaerephon solomonis
Chaerephon solomonis е вид прилеп от семейство Булдогови прилепи (Molossidae). Видът не е застрашен от изчезване.

## Разпространение и местообитание
Разпространен е в Соломонови острови.
Обитава склонове и пещери.